# Windsor (wieś w stanie Nowy Jork)
Windsor – wieś w Stanach Zjednoczonych, w stanie Nowy Jork, w hrabstwie Broome.